# Synagoge (Ermreuth)

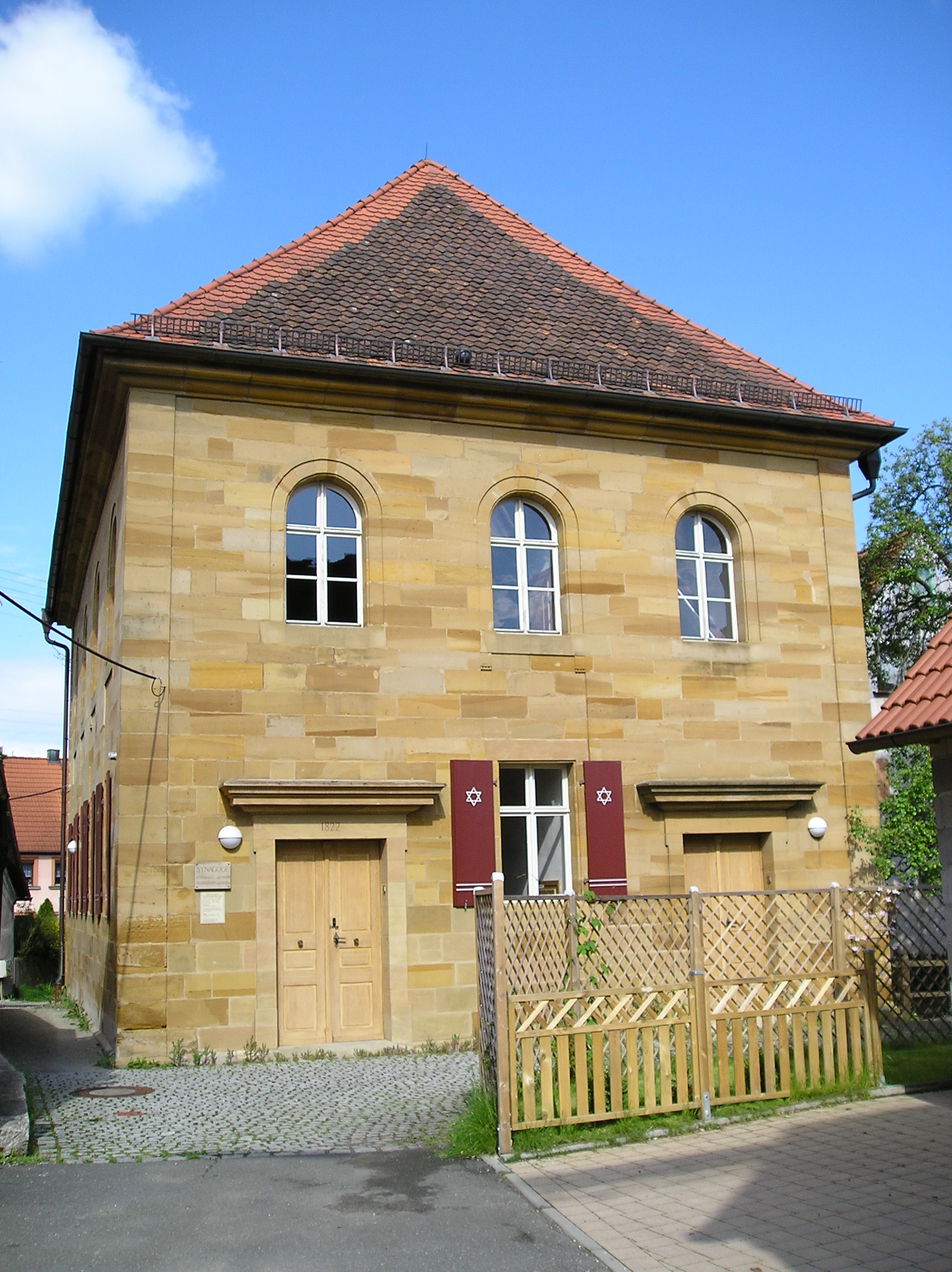
Synagoge in Ermreuth

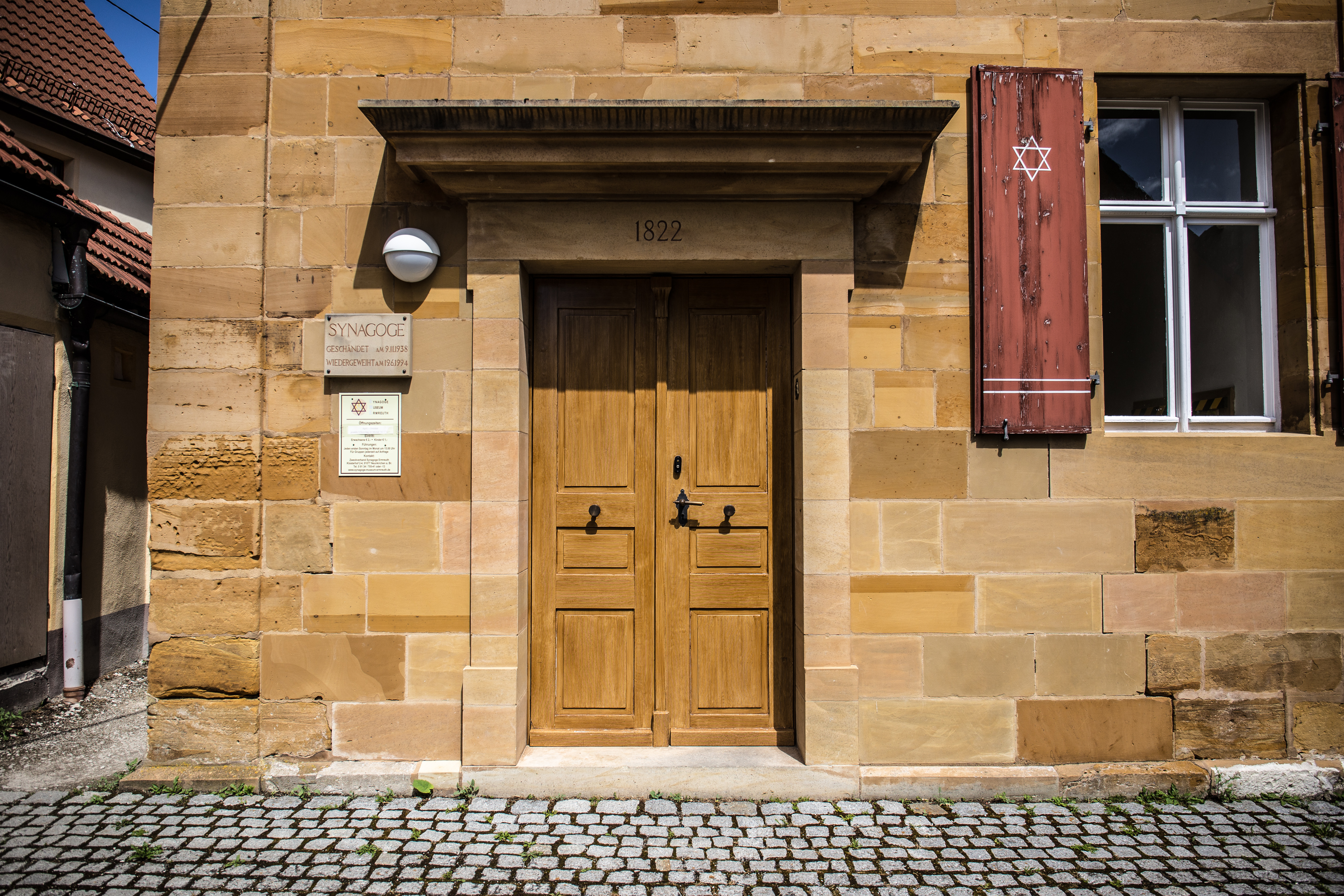
Portal

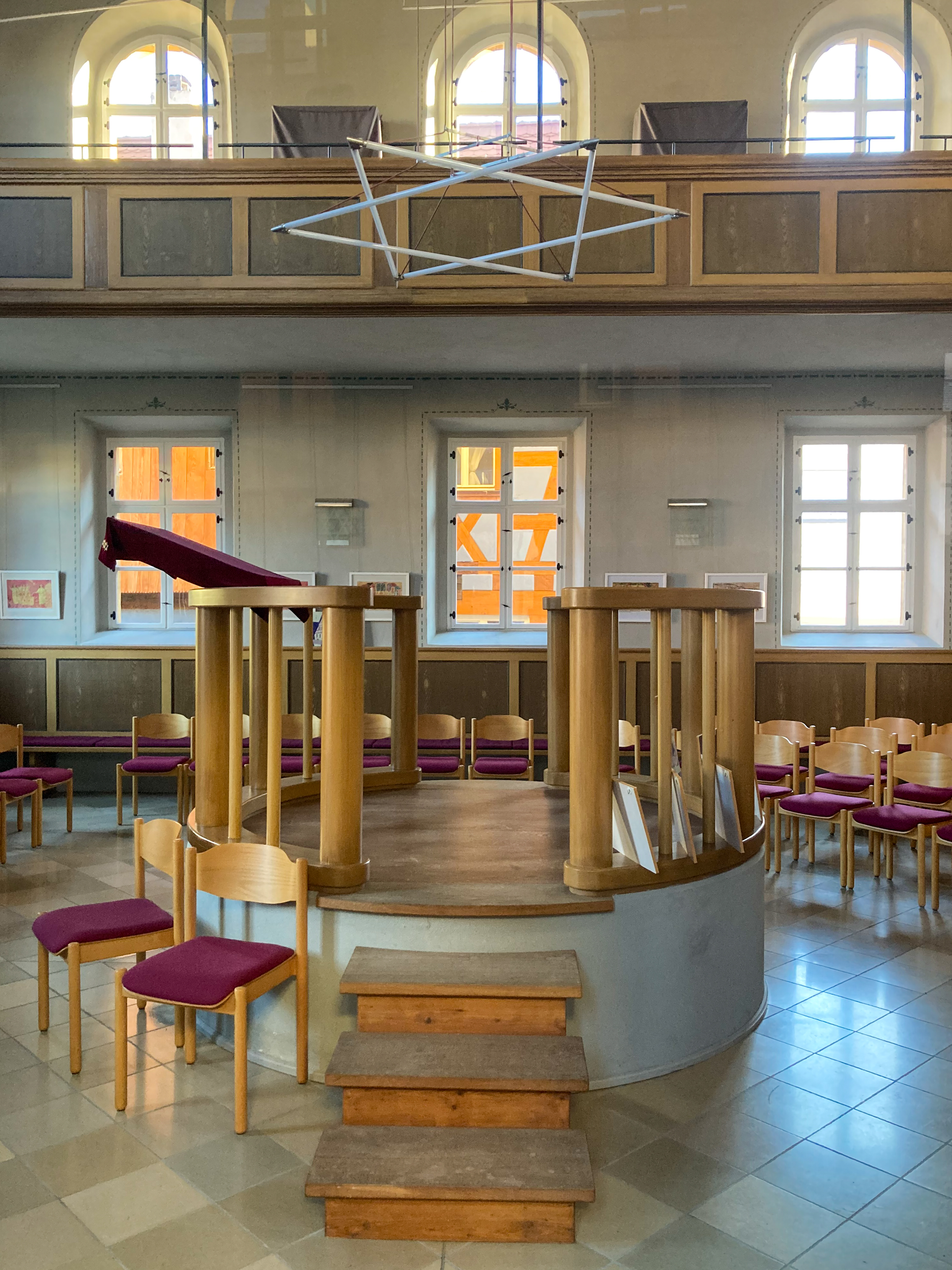
Innenraum, Blick von Nordwesten auf die Bima

Die ehemalige Synagoge an der Wagnergasse 8 in Ermreuth, einem Gemeindeteil des Marktes Neunkirchen am Brand im oberfränkischen Landkreis Forchheim, wurde von 1819 bis 1822 errichtet.

## Geschichte
Da die Mitgliederzahl der jüdischen Gemeinde in Ermreuth zu Beginn des 19. Jahrhunderts angestiegen war, musste die 1738 erbaute Synagoge durch einen Neubau ersetzt werden. Die neue, von Maurermeister Conrad M. Wörner entworfene Synagoge wurde 1822 eingeweiht.
Wegen Aus- und Abwanderungen der jüdischen Familien war um 1930 kein Minjan (zehn religionsmündige jüdische Männer) mehr vorhanden, um Gottesdienste zu feiern.
Beim Novemberpogrom 1938 wurde die Synagoge geschändet, die Einrichtungen und Ritualien zerstört, aber das Gebäude wurde nicht angezündet. Am 31. August 1953 wurde die Synagoge dem Freistaat Bayern übereignet und dieser verkaufte das Gebäude 1954 an die Raiffeisenbank Ermreuth. Bis zum Verkauf an die Gemeinde Neunkirchen am Brand im Jahr 1974 wurde das Gebäude als Lagerraum genutzt und dafür umgebaut.
Im November 1989 gründete der Landkreis Forchheim einen Zweckverband zur Sanierung und Erhaltung dieses Bauwerkes. Nach großen Restaurierungsarbeiten fand am 19. Juni 1994 die feierliche Wiedereröffnung der ehemaligen Synagoge statt. Sie dient nun als Ort der Begegnung: Auf der Empore und im Treppenhaus wurde eine Dauerausstellung über das jüdische Leben auf dem Lande am Beispiel Ermreuths eingerichtet. Die ausgestellten Objekte stammen alle aus der Geniza vom Dachboden der Synagoge.

## Beschreibung
Die Synagoge ist ein zweigeschossiger Massivbau aus Werkstein. Der klassizistische Bau auf rechteckigem Grundriss hat eine Breite von 10,25 m und eine Länge von 14,50 m und ist mit einem Walmdach gedeckt. Ein mit Karnies versehenes Kranzgesims und Ecklisenen sind die äußeren Besonderheiten. Die Fenster im ersten Stock sind rund geschlossen, an der Ostseite ist ein Toraerker für den Toraschrein in der ganzen Breite des Gebäudes vorhanden. An der Westfassade befinden sich der linke Eingang für die Männer und der rechte für die Frauen. Nach einem kleinen Vorraum schließt sich der Betsaal an. Die Frauen gelangen über ihren Vorraum und eine Wendeltreppe auf die dreiseitigen Frauenemporen. Der Almemor war ursprünglich in der Mitte des Betsaals aufgestellt, ein Zeichen dafür, dass die jüdische Gemeinde mehrheitlich orthodox eingestellt war.